# 常栄寺 (館林市)
常栄寺（じょうえいじ）は、群馬県館林市千塚町にある曹洞宗の寺院。

## 歴史
1624年（寛永元年）、凉国呑的によって開山された。凉国呑的は現在の同市大島町の春昌寺の第5世住職である。境内には、館林城の城主だった赤井氏と長尾氏に仕えていた小曽根政義の墓があり、「當寺開基盛室常榮居士」と刻まれていることから、当寺の開基とみられている。

## 交通アクセス
- 路線バス正儀内東停留所より徒歩4分。